# Podkarpacka Biblioteka Cyfrowa
Podkarpacka Biblioteka Cyfrowa (PBC) – regionalna biblioteka cyfrowa tworzona przez instytucje z Podkarpacia stanowiące konsorcjum PBC, które digitalizuje i udostępnia zasoby dorobku kulturowego i piśmiennictwa regionalnego w postaci cyfrowej dla wszystkich czytelników.

## Historia
17 lipca 2007 roku zostało podpisane porozumienie o współpracy przez Bibliotekę Uniwersytetu Rzeszowskiego oraz Wojewódzką i Miejską Bibliotekę Publiczną w Rzeszowie. 7 kwietnia 2008 roku do projektu przystąpiła Biblioteka Główna Politechniki Rzeszowskiej, a następnie 3 listopada 2008 roku, Biblioteka Akademicka Wyższej Szkoły Informatyki i Zarządzania w Rzeszowie. W następnych latach do projektu przystąpiły: Państwowa Wyższa Szkoła Zawodowa w Krośnie (2011), Muzeum Marii Konopnickiej w Żarnowcu (2012), Muzeum Podkarpackie w Krośnie (2012), Pedagogiczna Biblioteka Wojewódzka w Krośnie (2012), Muzeum-Zamek w Łańcucie (2013), Biblioteka Pedagogiczna w Tarnobrzegu (2013), Muzeum Budownictwa Ludowego w Sanoku (2013), Państwowa Wyższa Szkoła Techniczno-Ekonomiczna w Jarosławiu (2013), Muzeum Narodowe Ziemi Przemyskiej w Przemyślu (2013), Pedagogiczna Biblioteka Wojewódzka w Przemyślu (2013), Muzeum Etnograficzne im. Franciszka Kotuli Oddział Muzeum Okręgowego w Rzeszowie (2014), Muzeum Okręgowe w Rzeszowie (2016), Muzeum w Jarosławiu Kamienica Orsettich (2018), Wojewódzki Dom Kultury w Rzeszowie (2020), Salezjańska Szkoła Organistowska w Przemyślu (2021), Wyższa Szkoła Gospodarki i Zarządzania w Mielcu, Chorągiew Podkarpacka ZHP (2025).
Projekt PBC ma otwarty charakter, tzn. mogą do niego przystępować inne instytucje kulturalno-oświatowe dążące do umieszczenia swoich zasobów w Internecie.

## Cele projektu
1. Utrwalenie w formie cyfrowej i udostępnianie w Internecie zbiorów bibliotecznych, z uwzględnieniem dorobku piśmienniczego województwa podkarpackiego.
2. Scalanie na wspólnej platformie zasobu cyfrowego kopii oryginalnych zbiorów rozproszonych w regionie.
3. Ochrona i archiwizacja zbiorów poprzez ograniczenie konieczności sięgania do oryginałów.
4. Promowanie piśmiennictwa społecznego, kulturowego i naukowego regionu Podkarpacia[2].

## Kolekcje PBC
- Dziedzictwo kulturowe – kopie wybranych, cennych zbiorów bibliotecznych m.in.: starodruków, rękopisów, zbiorów ikonograficznych, kartografii, książek i czasopism wydanych przed 1945 r.
- Regionalia – cyfrowe wersje książek i czasopism, a także zbiorów ikonograficznych, kartograficznych, rękopisów oraz dokumentów życia społecznego dotyczących województwa podkarpackiego, a także ziem dawnej Galicji oraz wschodnich rubieży Rzeczypospolitej.
- Materiały naukowe i dydaktyczne – cyfrowe kopie wybranych podręczników akademickich, monografii, zeszytów naukowych, powstałych na Uniwersytecie Rzeszowskim, a także innych uczelniach regionu.
- Gazety i czasopisma – cyfrowe wersje periodyków i innych wydawnictw ciągłych ze szczególnym uwzględnieniem czasopism regionalnych i lokalnych, a także wydawnictw uczelni podkarpackich.
- Pigonianum – kolekcja dzieł z domowej biblioteki prof. Stanisława Pigonia – wybitnego polonisty i uczonego, miłośnika literatury polskiej XIX w.
- Maria Konopnicka – kolekcja dzieł pisarki, a także publikacji innych autorów na jej temat.
- Jerzy Wygoda – kolekcja zdjęć związanego z Rzeszowem artysty fotografika.
- Galicjana – zbiory dotyczące Galicji Środkowej i Wschodniej, ze szczególnym uwzględnieniem dawnego woj. lwowskiego.
- I. Schaitter i Spółka – kolekcja dokumentów związanych z działalnością zasłużonego dla Rzeszowa kupieckiego rodu Schaitterów oraz Michała Gottmana.
- Podkarpacie – cyfrowe materiały dotyczące miast i miasteczek Podkarpacia oraz lokalne czasopisma i dokumenty ulotne wydawane w regionie.
- Towarzystwo Gimnastyczne Sokół – do kolekcji zaliczono sprawozdania, opracowania, statuty i inne dokumenty w formie cyfrowej dotyczące Towarzystwa.
- Sprawozdania szkolne – kolekcja sprawozdań szkolnych wydawanych systematycznie przez gimnazja, szkoły realne, zawodowe i seminaria w Galicji. Stanowią ważne dokumenty z dziejów średniego szkolnictwa galicyjskiego drugiej połowy XIX w. i początku wieku XX.
- Skorowidze, księgi adresowe, spisy, kalendarze – cyfrowe kopie różnorodnych indeksów, informatorów, zestawień tabelarycznych z danymi statystycznymi, spisami miejscowości, wykazami nazwisk i urzędów w dawnej Polsce. Do kolekcji włączono też drukowane kalendarze, almanachy i kalendaria rocznic.
- Listy – elektroniczny zbiór oryginalnych rękopiśmiennych listów różnych autorów.
- Zbiory uczestników i partnerów PBC – w ramach kolekcji wydzielono zbiory należące do bibliotek uczestniczących w konsorcjum Podkarpackiej Biblioteki Cyfrowej oraz do innych instytucji partnerskich PBC.
- Publikacje czytelników – elektroniczne dokumenty wprowadzone do PBC przez użytkowników i czytelników[3].

## Uczestnicy projektu
Założyciele PBC
- Biblioteka Uniwersytetu Rzeszowskiego
- Wojewódzka i Miejska Biblioteka Publiczna w Rzeszowie

Uczestnicy PBC
- Biblioteka Akademicka Wyższej Szkoły Informatyki i Zarządzania w Rzeszowie
- Państwowa Wyższa Szkoła Zawodowa w Krośnie
- Muzeum Marii Konopnickiej w Żarnowcu
- Muzeum Podkarpackie w Krośnie
- Pedagogiczna Biblioteka Wojewódzka w Krośnie
- Muzeum-Zamek w Łańcucie
- Biblioteka Pedagogiczna w Tarnobrzegu
- Muzeum Budownictwa Ludowego w Sanoku
- Muzeum Narodowe Ziemi Przemyskiej w Przemyślu
- Pedagogiczna Biblioteka Wojewódzka w Przemyślu
- Muzeum Etnograficzne im. Franciszka Kotuli Oddział Muzeum Okręgowego w Rzeszowie
- Muzeum Okręgowe w Rzeszowie
- Muzeum w Jarosławiu Kamienica Orsettich
- Wojewódzki Dom Kultury w Rzeszowie
- Salezjańska Szkoła Organistowska w Przemyślu
- Wyższa Szkoła Gospodarki i Zarządzania w Mielcu
- Chorągiew Podkarpacka ZHP[1]